# Witold Nowicki (szachista)
Witold Nowicki (ur. 25 grudnia 1916 w Warszawie, zm. 2 kwietnia 2008) – polski szachista, wieloletni reprezentant Polski w rozgrywkach szachów korespondencyjnych, działacz Polskiego Związku Szachowego, autor krzyżówek i szarad.

## Życiorys

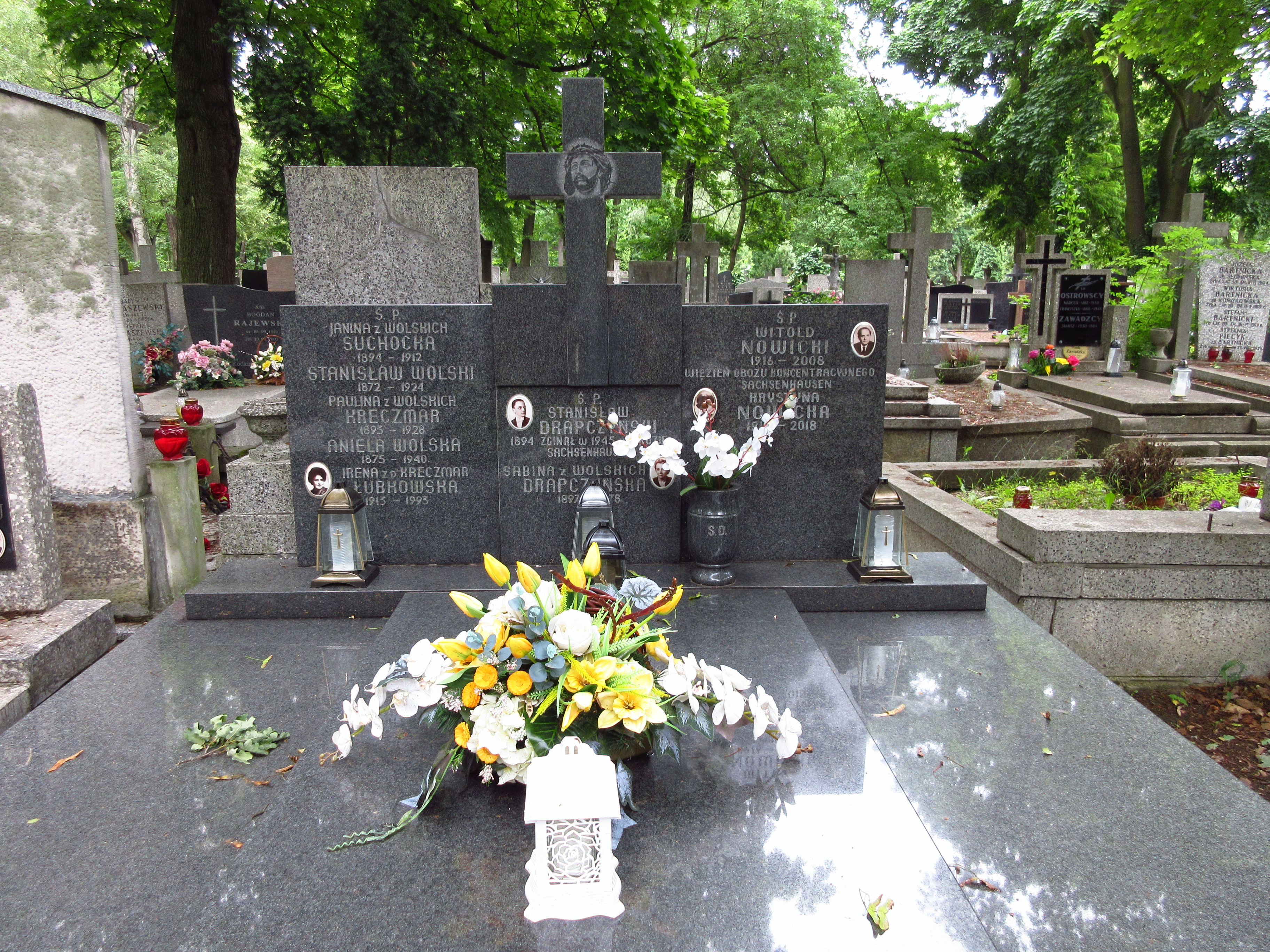
Grób Witolda Nowickiego na Cmentarzu Bródnowskim.

Urodził się w rodzinie rejenta Zygmunta Kazimierza Nowickiego (1881–1953) i Wandy Julianny z Nieznańskich (zm. 1965). W czasie II wojny światowej, od 1 sierpnia 1944 do 8 maja 1945 roku był więziony w obozie koncentracyjnym Sachsenhausen (numer obozowy 90275). Po wojnie pełnił funkcję głównego księgowego Wydawnictwa „Iskry”, a następnie Wydawnictwa „Wiedza Powszechna”. Piastował funkcję zastępcy naczelnika Zjednoczenia „Uzdrowiska Polskie”.
Po wojnie mieszkał przy ul. Zaborowskiej w Radości. Według Spisu telefonów m. st. Warszawy z roku 1964/65 mieszkał przy ul. Piekarskiej 4/6/8.
Pochowany 9 kwietnia 2008 r. na cmentarzu Bródnowskim w Warszawie (kwatera 61A-4-16).

## Szachista
Jako szachista uczestniczył w wielu rozgrywkach krajowych i lokalnych, w tym w Drużynowych Mistrzostwach w Polski. 
W 1949 r. wstąpił do nowo powstałej sekcji szachowej Klubu Sportowego Kolejarz (od 1955 r. Polonia-Kolejarz Warszawa, a od 1957 r. Polonia Warszawa). Sekcję rozwiązano 12 grudnia 1959 r.. Później występował w klubie Drukarz Warszawa. Jego największe sukcesy przypadają na okres od lat 50. do 70. XX wieku. W 1952 r. zdobył Złoty Medal na Drużynowych Mistrzostwach w Zakopanem. W 1953 r. był kandydatem na Mistrza Krajowego. Dwukrotnie zakwalifikował się do finałów (1958-60 i 1968-69) oraz dwukrotnie do półfinałów (1953 i 1962) Indywidualnych Mistrzostw Polski w szachach korespondencyjny.
Był wieloletnim członkiem Polskiego Związku Szachowego (nr legitymacji 452). W 1946 r. został zastępcą sekretarza Tymczasowego Zarządu PZSzach. 1 lutego 1953 r. na plenarnym posiedzeniu Sekcji Szachów GKKF podczas XVI Walnego Zjazdu PZSzach został wybrany na członka prezydium sekcji szachów XVI kadencji w latach 1953-54. 6 października 1976 roku otrzymał Złotą Odznakę Polskiego Związku Szachowego.